# Fracción Buenavista
Fracción Buenavista är en ort i Mexiko.   Den ligger i kommunen Tuzantán och delstaten Chiapas, i den sydöstra delen av landet, 900 km sydost om huvudstaden Mexico City. Fracción Buenavista ligger 981 meter över havet och antalet invånare är 127.
Terrängen runt Fracción Buenavista är kuperad åt sydväst, men åt nordost är den bergig. Runt Fracción Buenavista är det tätbefolkat, med 297 invånare per kvadratkilometer. Närmaste större samhälle är Huixtla, 11,4 km väster om Fracción Buenavista. I omgivningarna runt Fracción Buenavista växer i huvudsak städsegrön lövskog.